# Ma’ kuck’n
Ma’ kuck’n war eine von Stefan Raab moderierte Show auf VIVA. Sie wurde jeweils am letzten Samstag des Monats um 20 Uhr live ausgestrahlt und war neben Vivasion Raabs zweite Sendung.

## Konzept
Die Sendung war eine Art Parodie auf die klassische Samstagabendshow, es gab pro Sendung drei Talk-Gäste und mehrere Live-Auftritte von Musik-Acts. Dabei wirkte die Sendung betont trashig und improvisiert; die Studiodekoration bestand aus rotem Kunstrasen und blauen ovalen Badematten an den Wänden (eine solche war auch das Logo der Sendung), die Talk-Gäste mussten auf elektronischen Schaukelpferden Platz nehmen (wie man sie für Kinder vor Kaufhäusern findet), wobei die Schaukelfunktion per Knopfdruck von Raab bedient wurde. Man verzichtete auf elektronische Einblendungen; stattdessen hielten die Kameraleute kleine handschriftliche Zettel in die Kamera und jeder Einspielfilm wurde von Stefan Raab durch Ziehen an einem durchsichtigen Toilettenspülkasten eingeleitet, der mit Kinderspielzeug gefüllt war. Zudem wirkte der Moderator bereits hier betont unprofessionell und betrat die Sendung beispielsweise mit einem Kaugummi im Mund, improvisierte alle Moderationen und beleidigte seine eingeladenen Gäste.

## Mitwirkende
Für Live-Musik sorgten in jeder Sendung die „RIAS-Boys“, bestehend aus Till King (Klavier und Trompete), Kai Diamond (Hammond-Orgel), Hajo Washington D.C. (E-Bass) und Old Kansas Heini (Schlagzeug). Sie spielten stets ein an klassische Samstagabendshows angelehntes Thema und wurden von Raab auch in jeder Sendung ausführlich vorgestellt, wobei er sich die albernen Künstlernamen überlegte, um die Pseudonyme von Bandleadern anderer Late-Night-Shows wie Gottschalk Late Night zu parodieren. Jeder musikalische Gast musste live mit dieser Band spielen, was durch die Besetzung als typische Tanzkapelle zu skurrilen Versionen führte, insbesondere bei den damals aktuellen Eurodance-Gruppen.

## Wiederkehrende Elemente
- Technische Innovationen: Am Anfang jeder Sendung probierte das Team fragwürdige technische Innovationen aus, beispielsweise wurde die Sendung in schwarz-weiß ausgestrahlt, in einem „9:16“-Format (mit schwarzen Balken links und rechts) oder in „3D“ (wobei das Bild grün und rot wurde). Diese Änderungen wurden aber schnell wieder rückgängig gemacht, da sie sich laut Moderator nicht bewährt hätten.
- Video-Sampler: Ähnlich wie die „Nippel“ später bei TV total hatte Stefan Raab hier bereits (hier noch an typische Gameshow-Buzzer erinnernde) Knöpfe auf seinem Pult, mit denen er kurze Videoausschnitte einspielen konnte. Dies waren meist markante Lacher von älteren Frauen, mit denen er Pointen belohnte.
- Lieblingswitze: Jeder eingeladene Gast sollte vor der Sendung seinen Lieblingswitz erzählen. Dieser wurde dann vor jedem Auftritt eingespielt, aber genau vor der Pointe abgebrochen.
- Straßenumfragen: Raab war auf Parkplätzen und in Einkaufszentren in Köln unterwegs und versuchte, Senioren mit verwirrenden Fragen hinters Licht zu führen. Da dieses Konzept damals noch etwas Neues war, wurden seine Fragen meistens auch ernst genommen.
- Interviews: Raab führte nichtssagende Interviews mit prominenten Musikern wie Prince Ital Joe, welche dann mit albernen Synchronstimmen eingedeutscht wurden, beispielsweise der Stimme von Ernie aus der Sesamstraße (Gerd Duwner).
- Ullei aus Amerika: Ein Mitglied aus dem Team meldete sich in Einspielfilmen aus dem „Keller under the Studio“ und bastelte nutzlose Erfindungen, die er in einem Englisch mit extrem übertriebenem deutschen Akzent erklärte.
- Fit mit Raab: Raab testete in Einspielfilmen „Sportarten für Blöde“, ähnlich wie später in der Rubrik „Raab in Gefahr“ bei TV total.
- Kelly Family: Raab versuchte in mehreren Einspielfilmen zum Hausboot der Kelly Family zu gelangen. Die Mitglieder der Familie waren regelmäßig Opfer seiner Witze.
- Telefon: Während der Sendung konnten Zuschauer im Studio anrufen, was durch Aufleuchten eines Telefons angezeigt wurde. Zu willkürlichen Zeitpunkten ging Raab an den Hörer und es entwickelte sich meistens ein sehr kurzes, triviales Gespräch. Oft beschwerten sich auch Fans der Kelly Family über Raabs Witze und beleidigten diesen.

## Studiogäste
| Sendung | Talk-Gäste                                              | Musikgäste                                                                                  |
| ------- | ------------------------------------------------------- | ------------------------------------------------------------------------------------------- |
| 1       | Toni Polster, Thomas Anders*, Costa Cordalis*           | Scooter, Fury in the Slaughterhouse                                                         |
| 2       | Wolfgang Lippert, Hella von Sinnen, Luci van Org        | Scatman John, Lucilectric, Captain Hollywood Project, Jürgen Drews und Bürger Lars Dietrich |
| 3       | Gotthilf Fischer*, Daniela Jambrek, Doro Pesch*         | E-Rotic, K2                                                                                 |
| 4       | Guildo Horn*, Karl Dall, Dolly Buster*                  | Groove Minister, Das Modul, Big Light                                                       |
| 5       | Lilo Wanders, Wolfgang Petry*, Amanda Lear              | Die Fantastischen Vier, Lotto King Karl, Die Doofen                                         |
| 6       | Dieter Bohlen*, Verona Feldbusch, Reinhold Messner      | Cut ’n’ Move, Herbie Crichlow, Fettes Brot                                                  |
| 7       | Matthias Reim*, Nina Hagen*, Karel Gott („Harald Kutt“) | The Bates, Just Friends, Pizzaman                                                           |
| 8       | Arabella Kiesbauer, Rolf Zacher, Mirco Nontschew*       | Fun Factory, Culture Beat, Worlds Apart                                                     |

* = gleichzeitig Musikgast

## Sonstiges
Zu Stefan Raabs Abschied von VIVA produzierte er noch eine Sendung namens „Das kann ja mal passieren“, die viele Konzepte aus „Ma' kuck'n“ übernahm und als Pilotsendung für TV total gilt.